# Propeller Recordings
Propeller Recordings норвежский независимый лейбл, Запущен в 2003 году в Осло. Propeller Recordings превратился в влиятельный лейбл звукозаписи как в своем родном городе, так и во всем мире, и теперь расширился за счет включения британского офиса, который находится в Лондоне.
Лейбл работает во многих жанрах и концентрируется на норвежских музыкантах, имеющих коммерческий потенциал во всем мире. Текущий состав, в том числе Dagny, Highasakite, Sløtface, Moddi, Apothek, The Fjords, Hanne Hukkelberg, Frøkedal, Thea и The Wild.
Propeller Recordings так же теперь может похвастаться своим дочерним лейблом 0E0E (Произносится naughty-naughty), основанным в 2015 году в Лондоне, Великобритания. На протяжении многих лет 0E0E включает в себя нынешних исполнителей, таких как Tempesst, Harlea и PLGRMS.
Propeller Communications; Собственный онлайн-сервис и радио-PR для всех записей Propeller Recordings и 0E0E, а также для внешних клиентов. В связи с этим, он охватывает широкий спектр разных музыкантов во многих разных жанрах.

## История
В 2011 году в результате конкурсного рассмотрения обсуждения жюри лейбл получил трехлетнюю субсидию от Music Export Norway в рамках экспортной программы Music Export Norway. Это финансирование на сумму до 300 000 норвежских крон (50 000 долларов США) в год на срок до трех лет. Общая стоимость одного проекта может составлять до 900 000 норвежских крон (150 000 долларов США).
В начале 2017 года было объявлено, что 5 артистов из Propeller Recordings — Highasakite, Dagny, Moddi, Marte Wulff и Frøkedal — получили номинации на премии Spellemannprisen, а Highasakite и Dagny получили по две номинации. Часто упоминается как Норвежская премия Грэмми. Данная церемония очень престижна и рассматривается как высшая награда, который норвежский музыкант может получить в своей родной стране — с предыдущего конкурса, в том числе A-Ha, Aurora, Kygo, Susanne Sundfør. Церемония состоялась 28 января 2017 года.

## Текущие исполнители
- Dagny
- Highasakite
- Sløtface
- Moddi
- Apothek
- The Fjords
- Hanne Hukkelberg
- Marte Wulff
- Frøkedal
- Thea & The Wild

## Каталог исполнителей
- Team Me
- Katzenjammer
- Superfamily
- Ine Hoem

## Внешние ссылки
- propellerrecordings.no — официальный сайт Propeller Recordings